# Angelo Gremo

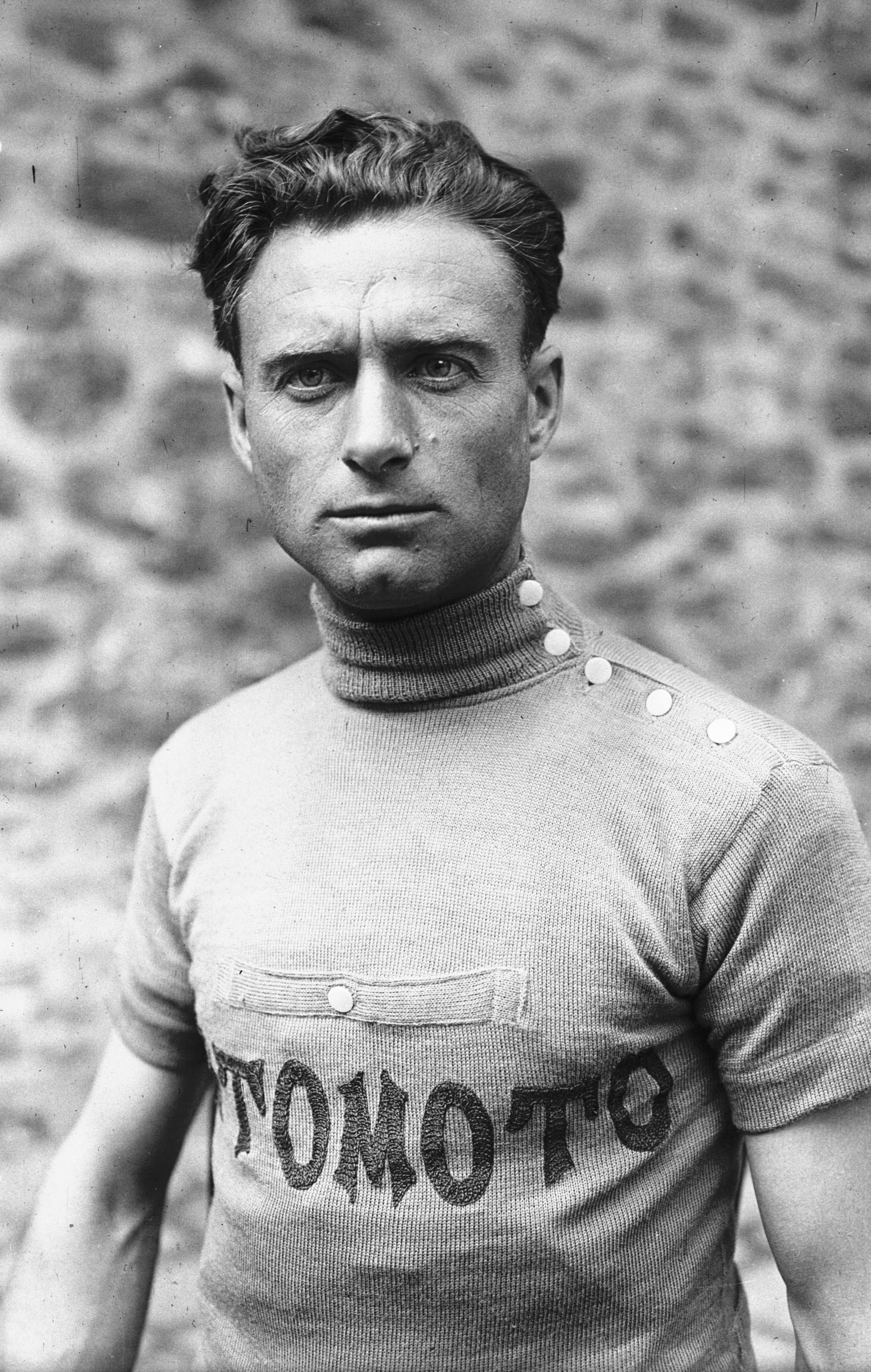
Angelo Gremo 1922

Angelo Gremo (* 3. Dezember 1887 in Turin; † 4. September 1940 ebenda) war ein italienischer Radrennfahrer.
Angelo Gremo war Profi-Radrennfahrer von 1911 bis 1927. 1912 gewann er das Straßenrennen um die italienische Meisterschaft, wurde jedoch disqualifiziert. 1913 gewann er den Giro della Romagna, 1917 den Giro dell’Emilia, 1919 Mailand–Sanremo und 1922 die Piemont-Rundfahrt. 1915 und 1917 wurde er jeweils nochmals Dritter bei Mailand–Sanremo. 1921 gewann er den Giro di Campania.
Sechsmal startete Gremo beim Giro d’Italia. 1912 (Mannschaftswertung) und 1920 wurde er jeweils Zweiter, 1921 Fünfter und 1919 Sechster. Fünfmal fuhr er auch die Tour de France, gab viermal unterwegs auf und 1929 belegte er Platz 26.
Nach seinem Rücktritt vom Radsport wurde Angelo Gremo bei einem Autounfall schwer verletzt und erblindete. Verarmt starb er im Alter von 52 Jahren.